# دیوید مری‌وثر
دیوید مری‌وثر (به انگلیسی: David Meriwether) سناتور سابق عضو حزب دموکرات ایالات متحده آمریکا بود. او در سال ۱۸۵۲ میلادی سناتور ایالت کنتاکی در سنای ایالات متحده آمریکا بود.